# 제1차 요시다 내각
제1차 요시다 내각(일본어: 第1次吉田内閣)은 외무대신, 귀족원 의원 요시다 시게루가 제45대 내각총리대신으로 임명되어, 1946년 5월 22일부터 1947년 5월 24일까지 존재한 일본의 내각이다.

## 재직 기간
- 1946년(쇼와 21년) 5월 22일 ~ 1947년(쇼와 22년) 5월 24일
- 재직 일수 : 368일

## 개요
구 헌법(일본 제국 헌법)하에서 천황으로부터 내각 조성의 대명을 받아 발족한 마지막 내각이다. 1946년 4월 10일에 열린 전후 첫 총선거에서 일본자유당이 제1당이 되면서 시데하라 내각은 총사직을 하게 되었고 시데하라 기주로는 30일에 참내하여 자유당 총재인 하토야마 이치로를 후계 수반에 주청, 하토야마는 즉시 내각 조성 체제에 들어갔다. 그러나 5월 4일이 되면서 돌연 연합군 최고사령부로부터 정부에 하토야마를 공직에서 추방하는 취지의 지령이 발송되는 상황이 일어났다. 하토야마는 정우회의 중진으로 하토야마와 개인적으로 친분이 있던 고지마 가즈오를 찾아가 후계 총재를 설득했지만 고지마는 고령을 이유로 거절했다. 주미대사와 주영대사를 역임하고 지금은 궁내청 대신으로서 궁중에 있던 마쓰다이라 쓰네오에게 화살을 겨냥해 수많은 설득으로 실적을 쌓았던 요시다 시게루에게 설득을 의뢰했다.
마쓰다이라가 요시다에게 총재직을 맡아달라는 요청을 전하면서 며칠 후 하토야마는 마쓰다이라를 직접 만났지만 시기가 전혀 맞지 않아 결국 만나지는 않았고 하토야마는 외무상 공관에 있던 요시다를 찾아가 총재 후계에 관한 논의를 했다. 요시다는 하토야마의 제안에 대해 반대를 했지만 총선거가 끝난 1개월이 지나면서 연합군 최고사령부가 자유당의 정권 장악 능력에 의문을 표시하는 일도 있었기 때문에 정우회 간사장을 역임했던 마쓰노 쓰루헤이는 매일 저녁 요시다에게 찾아가 후계 총재를 맡아달라고 설득한 끝에 요시다는 총재직을 수락했다.
5월 16일, 시데하라의 주청을 받아 요시다는 황궁에 참내하면서 쇼와 천황으로부터 내각 조성의 대명을 받았다. 요시다는 자유당 간부에게는 어떠한 연락도 하지 않았고 곧바로 내각 조성 작업에 착수하면서 5월 22일에는 시데하라가 이끄는 일본진보당과의 연립에 의한 제1차 요시다 내각을 발족했다.
일본국 헌법의 시행, 제2차 농지개혁 등의 중요한 과제들을 수행했지만 식량 상황의 심각화, 노동 공세의 격화 등에 의해 험난한 정권 운영을 재촉당했다. 1947년 4월에는 새 헌법하에서의 처음으로 치른 제23회 중의원 의원 총선거에서 여당은 선전했지만 일본사회당이 제1당이 되었기 때문에 자유·진보 양당은 연립을 다시 구성하면서까지 정권에 매달리는 것보다는 하야하는 길을 선택하면서 내각은 총사직을 했다.

## 각료

### 내각 개조 전
1946년 5월 22일 ~ 1947년 1월 31일
- 내각총리대신

요시다 시게루(일본자유당 총무회장 → 총재)
1946년 5월 22일 ~ 1947년 1월 31일
- 외무대신

요시다 시게루(재임·겸임)
1946년 5월 22일 ~ 1947년 1월 31일
- 내무대신

오무라 세이이치(내무성 관료)
1946년 5월 22일 ~ 1947년 1월 31일
- 대장대신

이시바시 단잔(민간·도요케이자이 신보사 사장)
1946년 5월 22일 ~ 1947년 1월 31일
- 제1복원대신

요시다 시게루(겸임)
1946년 5월 22일 ~ 6월 15일
1946년 6월 15일, 제1복원성을 복원청으로 통합
- 제2복원대신

요시다 시게루(겸임)
1946년 5월 22일 ~ 6월 15일
1946년 6월 15일, 제2복원성을 복원청으로 통합
- 복원청 총재·국무 대신

남작 시데하라 기주로(귀족원·일본진보당)
1946년 6월 15일 ~ 1947년 1월 31일
1946년 5월 22일 ~ 6월 15일은 국무 대신(무임소), 그 후 복원청 총재 겸임
- 사법대신

기무라 도쿠타로(관료 : 사법성)
1946년 5월 22일 ~ 1947년 1월 31일
- 문부대신

다나카 고타로(민간·도쿄 제국대학 법학부 교수)
1946년 5월 22일 ~ 1947년 1월 31일
- 후생대신

가와이 요시나리(귀족원 도세이카이)
1946년 5월 22일 ~ 1947년 1월 31일
- 농림대신

와다 히로오(농림성 관료)
1946년 5월 22일 ~ 1947년 1월 31일
- 상공대신

호시지마 니로(중의원·일본자유당)
1946년 5월 22일 ~ 1947년 1월 31일
- 운수대신

히라쓰카 쓰네지로(중의원·일본자유당)
1946년 5월 22일 ~ 1947년 1월 31일
- 체신대신

히토쓰마쓰 사다요시(중의원·일본진보당)
1946년 7월 1일 ~ 1947년 1월 31일
1946년 7월 1일, 운수성과 내무성으로부터 부국을 분리해 신설.
1946년 5월 22일 ~ 7월 1일은 국무 대신(무임소) 겸임, 이후에는 체신대신으로 전임
- 경제안정본부 총무장관·국무대신

젠 게이노스케(귀족원 연구회)
1946년 8월 12일 ~ 1947년 1월 31일
1946년 8월 12일에 신설
1946년 7월 23일 ~ 8월 12일은 국무 대신(무임소), 이후에는 경제안정본부 총무장관·물가청 장관 겸임
- 물가청 장관

젠 게이노스케(겸임)
1946년 8월 12일 ~ 1947년 1월 31일
1946년 8월 12일에 신설
- 행정조사부 총재·국무 대신

사이토 다카오(중의원·일본진보당)
1946년 10월 28일 ~ 1947년 1월 31일
1946년 10월 28일에 신설
1946년 5월 22일 ~ 10월 28일은 국무 대신(무임소), 이후에는 행정조사부 총재 겸임
- 국무대신(무임소)

우에하라 에쓰지로
1946년 5월 22일 ~ 1947년 1월 31일
- 국무대신(헌법 담당)

가나모리 도쿠지로(귀족원 도세이카이)
1946년 6월 19일 ~ 1947년 1월 31일
- 내각서기관장

하야시 조지
1946년 5월 29일 ~ 1947년 1월 31일
- 법제국 장관

이리에 도시오(귀족원 도와카이)
1946년 5월 22일 ~ 1947년 1월 31일
- 내각 부서기관장

스토 히데오
1946년 6월 14일 ~ 1947년 1월 31일

### 내각 개조 후
1947년 1월 31일 ~ 5월 24일
- 내각총리대신

요시다 시게루(일본자유당 총재)
1947년 1월 31일 ~ 5월 24일
- 외무대신

요시다 시게루(겸임·유임)
1947년 1월 31일 ~ 5월 24일
- 내무대신

우에하라 에쓰지로(중의원·일본자유당)
1947년 1월 31일 ~ 5월 24일
- 대장대신

이시바시 단잔(유임, 중의원·일본자유당)
1947년 1월 31일 ~ 5월 24일
- 복원청 총재·국무 대신

남작 시데하라 기주로(유임, 귀족원·일본진보당)
1947년 1월 31일 ~ 5월 24일
새 헌법 시행에 따라 1947년 5월 3일에 부총리 겸임
- 사법대신

기무라 도쿠타로(유임·사법성 관료)
1947년 1월 31일 ~ 5월 24일
- 문부대신

다카하시 세이이치로(민간·게이오기주쿠 대학 총장·경제학자)
1947년 1월 31일 ~ 5월 24일
- 후생대신

가와이 요시나리(유임, 귀족원 도세이카이)
1947년 1월 31일 ~ 5월 22일
요시다 시게루(임시 대리)
1947년 5월 22일 ~ 5월 24일
- 농림대신

요시다 시게루(겸임)
1947년 1월 30일 ~ 2월 15일
기무라 고자에몬(중의원·일본 진보당)
1947년 2월 15일 ~ 5월 24일
- 상공대신

이시이 미쓰지로(중의원·일본자유당)
1947년 1월 31일 ~ 5월 24일
- 운수대신

마스다 가네시치(관료 : 내무성)
1947년 1월 31일 ~ 5월 24일
- 체신대신

히토쓰마쓰 사다요시(유임, 중의원·일본진보당)
1947년 1월 31일 ~ 5월 24일
- 경제안정본부 총무장관·국무대신

이시바시 단잔(겸임)
1947년 1월 30일 ~ 3월 20일
다카세 소타로(도쿄 상과대학 교수·경제학자)
1947년 3월 20일 ~ 5월 24일
국무 대신(무임소) 겸임
- 물가청 장관

이시바시 단잔(겸임)
1947년 1월 30일 ~ 3월 20일
다카세 소타로(겸임)
1947년 3월 20일 ~ 5월 24일
국무 대신(무임소) 겸임
- 행정조사부 총재·국무 대신

사이토 다카오(중의원·일본진보당)
1947년 1월 31일 ~ 5월 24일
- 국무대신(무임소)

호시지마 니로(중의원·일본자유당)
1947년 1월 31일 ~ 5월 24일
- 국무대신(무임소)

다나카 만이쓰(중의원·일본진보당)
1947년 2월 28일 ~ 5월 24일
- 국무대신(헌법 담당)

가나모리 도쿠지로(귀족원 도세이카이)
1947년 1월 31일 ~ 5월 24일
- 내각서기관장

하야시 조지
1947년 1월 31일 ~ 5월 3일(내각 관방 설치)
- 내각관방장관

하야시 조지
1947년 5월 3일 ~ 5월 24일
- 법제국 장관

이리에 도시오(귀족원 도와카이)
1947년 1월 31일 ~ 5월 24일
- 내각 부서기관장

스토 히데오
1947년 1월 31일 ~ 4월 30일

## 정무 차관
- 외무 정무 차관

이누카이 다케루 : 전 정권(1945년 10월 31일) ~ 1946년 6월 4일
마스타니 슈지 : 1946년 6월 4일 ~ 1947년 3월 4일
혼다 에이사쿠 : 1947년 3월 4일 ~ 1947년 5월 24일
- 내무 정무 차관

가와사키 스에고로 : 전 정권(1945년 10월 31일) ~ 1946년 6월 4일
오노 반보쿠 : 1946년 6월 4일 ~ 1946년 6월 22일
세코 고이치 : 1946년 6월 22일 ~ 1947년 3월 4일
하야시 렌 : 1947년 3월 4일 ~ 1947년 5월 24일
- 대장 정무 차관

유타니 요시하루 : 전 정권(1945년 10월 31일) ~ 1946년 6월 4일
우에쓰카 쓰카사 : 1946년 6월 4일 ~ 1947년 3월 4일
기타무라 도쿠타로 : 1947년 3월 4일 ~ 1947년 5월 24일
- 사법 정무 차관

후루시마 요시히데 : 1946년 6월 4일 ~ 1947년 3월 4일
기타우라 게이타로 : 1947년 3월 4일 ~ 1947년 5월 24일
- 문부 정무 차관

나가노 나가히로 : 1946년 6월 4일 ~ 1947년 3월 4일
아오키 다카요시 : 1947년 3월 4일 ~ 1947년 5월 24일
- 농림 정무 차관

오이시 린지 : 1946년 6월 4일 ~ 1947년 3월 4일
모리 고타로 : 1947년 3월 4일 ~ 1947년 5월 24일
- 상공 정무 차관

고바야시 가나에 : 1946년 6월 4일 ~ 1947년 3월 4일
호리 시게루 : 1947년 3월 4일 ~ 1947년 4월 28일
- 운수 정무 차관

마쓰다 쇼이치 : 1946년 6월 4일 ~ 1947년 3월 4일
아이자와 간 : 1947년 3월 4일 ~ 1947년 5월 24일
- 후생 정무 차관

핫토리 이와키치 : 1946년 6월 4일 ~ 1947년 3월 4일
오가사와라 야소미 : 1947년 3월 4일 ~ 1947년 5월 24일
- 체신 정무 차관

나카가와 시게하루 : 1946년 7월 1일 ~ 1947년 5월 24일

## 참여관
- 외무참여관

시오쓰키 마나부 : 1946년 6월 4일 ~ 1947년 3월 4일
하라 겐자부로 : 1947년 3월 4일 ~ 1947년 5월 24일
- 내무참여관

가쓰라 사쿠조 : 1946년 6월 4일 ~ 1947년 3월 4일
미즈타 미키오 : 1947년 3월 4일 ~ 1947년 5월 24일
- 대장참여관

시바타 효이치로 : 1946년 6월 4일 ~ 1947년 3월 4일
다카하시 에이키치 : 1947년 3월 4일 ~ 1947년 5월 24일
- 사법참여관

나카무라 마타이치 : 1946년 6월 4일 ~ 1947년 3월 4일
요시다 안 : 1947년 3월 4일 ~ 1947년 5월 24일
- 문부참여관

하나무라 시로 : 1946년 6월 4일 ~ 1947년 3월 4일
가와사키 히데지 : 1947년 3월 4일 ~ 1947년 5월 24일
- 농림참여관

스즈키 교헤이 : 1946년 6월 4일 ~ 1947년 3월 4일
혼마 슌이치 : 1947년 3월 4일 ~ 1947년 5월 24일
- 상공참여관

스즈키 센파치 : 1947년 3월 4일 ~ 1947년 5월 24일
- 운수참여관

쓰지 간이치 : 1946년 6월 4일 ~ 1947년 3월 4일
- 후생참여관

사토 히사오 : 1946년 6월 4일 ~ 1947년 3월 4일
데라시마 류타로 : 1947년 3월 4일 ~ 1947년 5월 24일
- 체신참여관

야마무라 신지로 : 1946년 7월 1일 ~ 1947년 3월 4일
쓰보카와 신조 : 1947년 3월 4일 ~ 1947년 5월 23일